# Judge Harry Pregerson Interchange

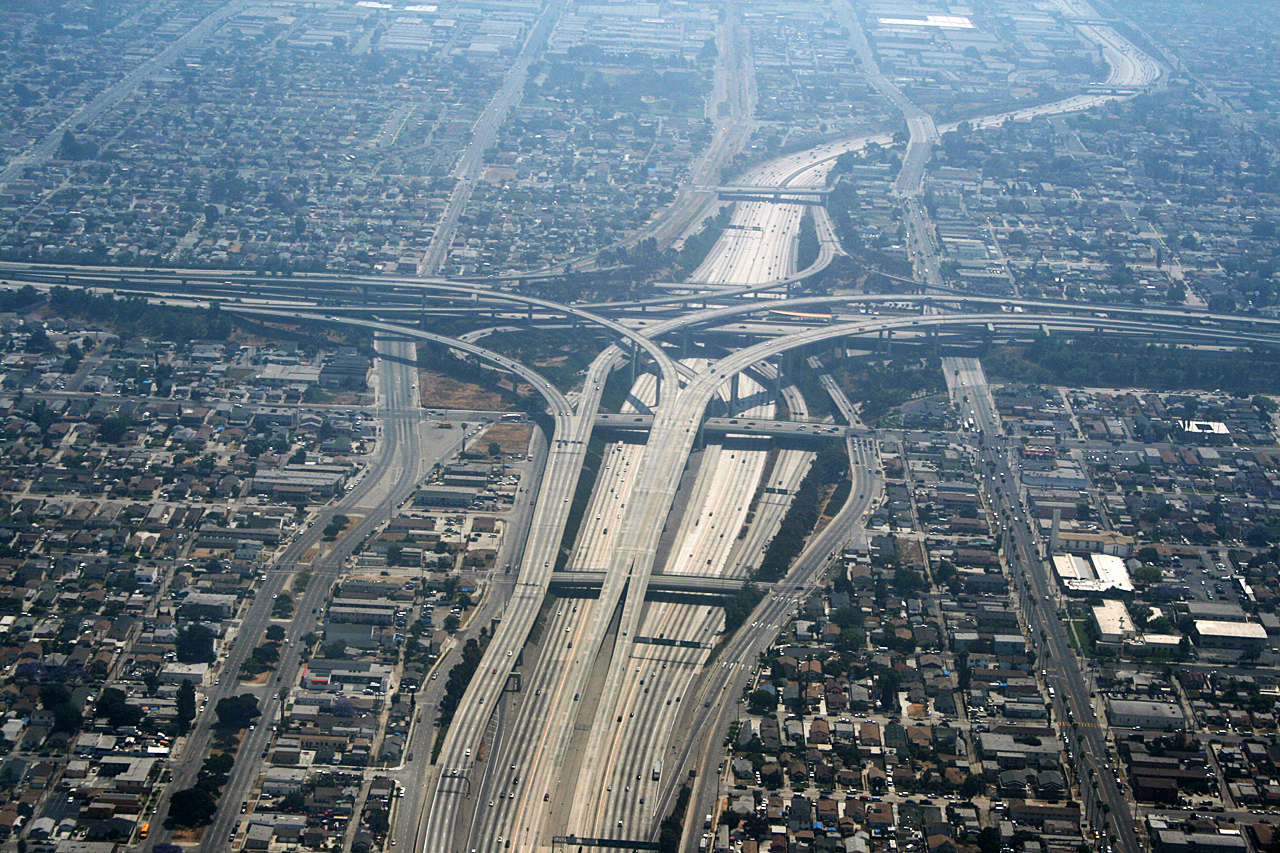
Judge Harry Pregerson Interchange

Il Judge Harry Pregerson Interchange è un grande svincolo autostradale situato a Los Angeles, in California, che unisce l'Interstate 105 con l'Interstate 110.

## Storia

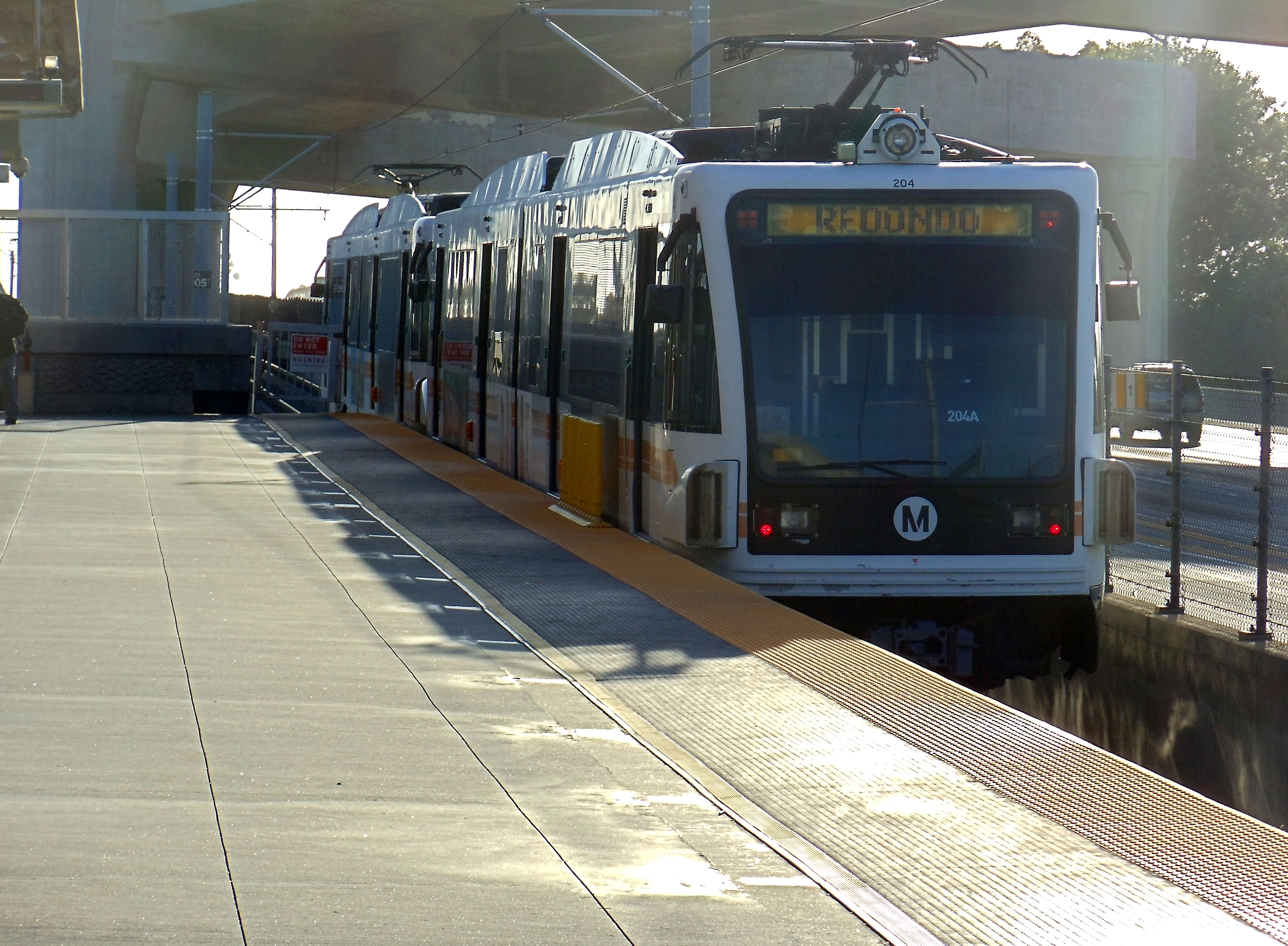
Stazione Harbor Freeway

La costruzione dello svincolo cominciò nel 1989 con un budget stimato di $ 135 milioni, per poi essere inaugurato il 14 ottobre 1993. Nel 1996 la Federal Highway Administration ha anche conferito un premio per gli sforzi ingegneristici nel ridurre l'inquinamento, imbottigliamenti nel traffico e incidenti. Inizialmente il nome dell'intersezione era Century-Harbor Interchange, dalle Interstate 105 e 110 chiamate anche Century e Harbor, ma il nome attuale è stato dato nel 2002 in onore di Harry Pregerson, un giudice federale che ha collaborato al progetto.
Il complesso raggiunge un'altezza di 40 m, con numerosi viadotti che consentono ingresso e uscita da ogni sbocco, ma oltre alle linee autostradali vi passano la Linea Argento di autobus e la Linea Verde del Los Angeles Metro Rail, della quale è anche presente la stazione Harbor Freeway.